# Нагрудний знак «За військову доблесть»
Нагрудний знак «За військову доблесть» — відомча заохочувальна відзнака Міністерства оборони України.
Знак є аналогом відзнаки міністерства оборони України «Доблесть і честь», що входила до діючої у 1996—2012 роках попередньої системи відзнак Міністерства оборони України.

## Історія нагороди
30 травня 2012 року Президент України В. Ф. Янукович видав Указ, яким затвердив нове положення про відомчі заохочувальні відзнаки; міністрам, керівникам центральних органів виконавчої влади, керівникам (командувачам) військових формувань, державних правоохоронних органів було доручено забезпечити в установленому порядку перегляд актів про встановлення відомчих заохочувальних відзнак, приведення таких актів у відповідність із вимогами цього Указу. Протягом 2012—2013 років була розроблена нова система заохочувальних відзнак, що була затверджена наказом Міністерства оборони України від 11 березня 2013 року № 165 «Про відомчі заохочувальні відзнаки Міністерства оборони України». Серед інших наказом була встановлена відзнака — нагрудний знак «За військову доблесть».

## Положення про відзнаку
- Відзнакою — нагрудний знак «За військову доблесть» — нагороджуються військовослужбовці Збройних Сил України, які були вже нагороджені нагрудним знаком «За зразкову службу» або «Знак пошани».
- Нагородження нагрудним знаком «За військову доблесть» здійснюється:
  - за особисті заслуги у професійній підготовці, підтриманні високої бойової готовності військ, частин, підрозділів протягом двох і більше років;
  - за освоєння нової бойової техніки за короткий час;
  - за мужність і відвагу, виявлені на навчаннях, маневрах, під час виконання своїх обов'язків при несенні служби та бойового чергування (чергування), а також під час виконання завдань, пов'язаних з ліквідацією наслідків стихійного лиха, природних та техногенних катастроф, інших надзвичайних ситуацій, при рятуванні людей та матеріальних цінностей;
  - за самовідданість і стійкість, виявлені під час проходження військової служби;
  - за відмінні особисті показники у польовій, повітряній та морській виучці.
- Особам, які нагороджені нагрудним знаком «За військову доблесть», надається право на першочергове зарахування до вищих військових навчальних закладів та військових навчальних підрозділів вищих навчальних закладів.
- Протягом календарного року кількість нагороджених не може перевищувати 1500 осіб.

## Опис відзнаки
- Нагрудний знак має вигляд хреста із розбіжними сторонами, покритими гарячою емаллю темно-червоного кольору, між якими розбіжні промені. Сторони хреста мають два пружки жовтого металу, простір між якими покритий гарячою емаллю білого кольору.
- Посередині хреста вміщено круглий медальйон, покритий гарячою емаллю білого кольору, накладений на лаврово-дубовий вінок та вертикально розташований меч вістрям угору білого металу. На медальйоні напис у три рядки: «ЗА ВІЙСЬКОВУ ДОБЛЕСТЬ». Вище розміщено зображення малого Державного Герба України. Поле щита малого Державного Герба України покрито емаллю синього кольору.
- Пружки хреста і медальйона, промені та літери напису — жовтого металу.
- Усі зображення і напис рельєфні.
- Розмір нагрудного знака — 45×45 мм.
- Зворотний бік нагрудного знака злегка увігнутий із застібкою для прикріплення до одягу.
- Планка нагрудного знака являє собою металеву пластинку, обтягнуту стрічкою. Розмір планки: висота — 12 мм, ширина — 28 мм. Стрічка нагрудного знака шовкова муарова з поздовжніми смужками: синього кольору шириною 2 мм, жовтого — шириною 2 мм, темно-червоного — шириною 11 мм, синього — шириною 2 мм, жовтого — шириною 2 мм, темно-червоного — шириною 11 мм, синього — шириною 2 мм, жовтого — шириною 2 мм.

## Порядок носіння відзнаки
- Нагрудний знак «За військову доблесть» носиться з правового боку грудей і розміщується нижче державних нагород України, іноземних державних нагород.
- За наявності в особи декількох нагрудних знаків носяться не більше трьох таких знаків.
- Замість нагрудних знаків та медалей нагороджений відомчими відзнаками може носити планки до них, які розміщуються після планок державних нагород України, іноземних державних нагород.